# Национальный музей Бутана

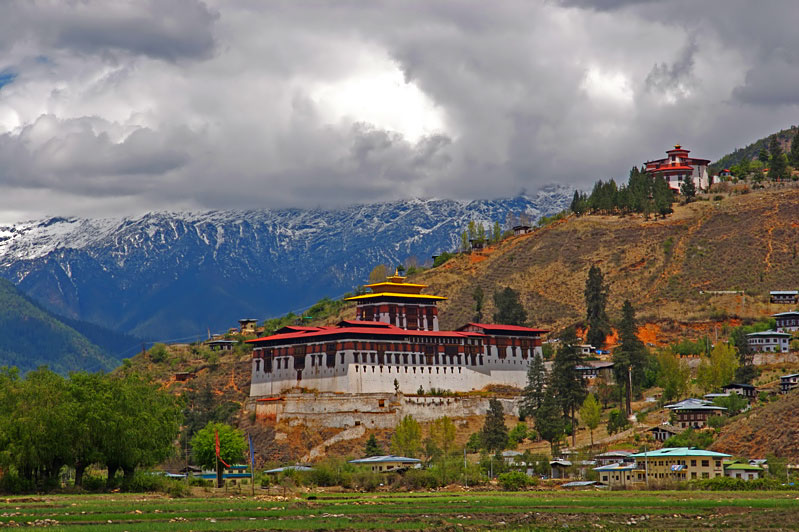
Здание национального музея (башня сверху) над Паро-дзонгом

Национальный музей Бутана расположен в сторожевой башне Та-дзонг над городом Паро по другую сторону реки. Добираться до музея приходится в объезд через монастырь Дунце-лакханг.
Дзонг, который теперь стал музеем, был построен в 1641 году как сторожевое укрепление над Паро-дзонгом, чтобы противостоять вторжению с севера. В круглом дзонге шесть этажей, поднимающихся вверх по спирали, они использовались для солдат и как тюрьма для пленных.
Третий король Бутана Джигме Дорджи Вангчук основал этот музей в 1968 году, переоборудовав Та-дзонг.

## Экспозиция музея
В музее собрано немало буддийских реликвий и два алтаря, представляющие ценность также для паломников.
- На нижнем этаже музея — экспозиция древнего оружия, бронзовых изделий, сосудов и утвари.
- На первом этаже — экспозиция бамбуковых контейнеров и утвари для сельскохозяйственных работ.
- Второй этаж посвящён предметам буддийского ритуала и истории буддизма.
- Третий этаж содержит этнографическую экспозицию о быте бутанцев, включая посуду, одежду, украшения. На этом же этаже — экспозиция, посвящённая Шабдрунгу, объединившему страну.
- Четвёртый этаж посвящён ранней истории страны, костюмам, ритуальным танцам, оружию, рукописям. Специальная экспозиция посвящена Пема Лингпа.
- Пятый этаж посвящён средним векам (XI—XV века), предметам буддийского ритуала, тхангкам, бронзовым фигурам, резьбе и реликвиям. На этаже установлен алтарь божеству процветания Намсе.
- На шестом этаже — отдел филателии, фотографий дзонгов и алтарь с тхангками и пространственной мандалой Чогшинг.